# Lamprempis diaphorina
Lamprempis diaphorina är en tvåvingeart som beskrevs av Osten Sacken 1887. Lamprempis diaphorina ingår i släktet Lamprempis och familjen dansflugor. Inga underarter finns listade i Catalogue of Life.